# Meletios von Lykopolis
Meletios von Lykopolis (lateinisch Meletius oder Melitius) war Bischof von Lykopolis, dem heutigen Asyut.
Während der Diokletianischen Christenverfolgung übernahm Meletios die Visitationspflichten des alexandrinischen Patriarchen Petros I. von Alexandrien und wurde im Vollzuge dessen inhaftiert und zu Bergbauarbeiten verurteilt. Nach der Rückkehr des Petros 306 wurde der mittlerweile rehabilitierte Meletios weder im Amt anerkannt, noch konnte er sich über den von ihm rigoroser gewünschten Umgang mit den lapsi der Verfolgungszeit einigen. Meletius gründete mit einer Gruppe ihm zustimmender confessores eine „Kirche der Märtyrer“ und führte so das Meletianische Schisma herbei, das nicht mit dem gleichnamigen Schisma durch Meletius von Antiochien zu verwechseln ist.
Die Meletianer stellten bereits zur Zeit des Konzils von Nizäa (325) an die dreißig Bischöfe und beförderten noch maßgeblicher die Ausbreitung des Mönchtums. Größere Auseinandersetzungen fanden sich dann in der Amtszeit des Athanasius. Die Spuren der Meletianer lassen sich aber noch bis in das 8. Jahrhundert verfolgen.